# Crispin
Ne doit pas être confondu avec Crespin.

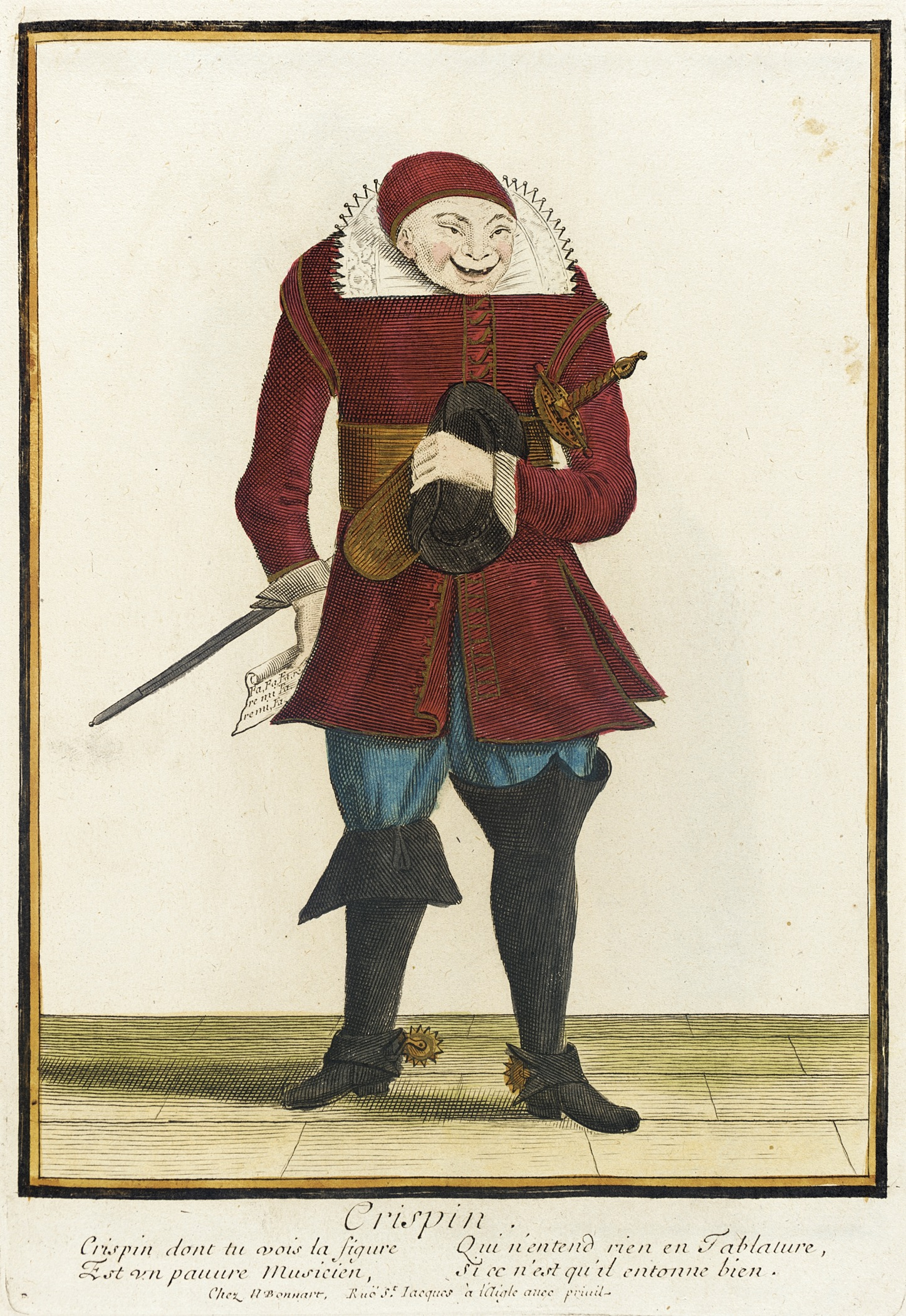
Crispin dans Recueil des modes de la cour de France par Nicolas Bonnart, circa 1678-1693

Crispin est un des plus célèbres personnages de théâtre des XVIIe et XVIIIe siècles.
Personnage de l’ancienne comédie italienne apparu pour la première fois dans la pièce de Paul Scarron L’Écolier de Salamanque, Crispin, qui n’a rien de commun avec le poète ridicule de la satire latine, est de la famille de Scaramouche et il a dans les veines quelques gouttes de sang du Capitan. Vêtu de noir, chaussé de bottes et orné d’une fraise, il porte suspendue à sa large ceinture de buffle une longue rapière. C’est tantôt un maître fourbe, tantôt un valet rusé, âpre au gain, de la veine des Scapin et des Gros-René, dévoué et flatteur, suivant les gages, et par surcroît escroc et fourbe.
Le nom de Crispin est attaché au titre même de plusieurs pièces françaises et étrangères. Le personnage de Crispin a été utilisé par de nombreux auteurs français, notamment Regnard dans Le Légataire universel, l’un des rôles de Crispin les mieux tracés, et Les Folies amoureuses, Dancourt dans Le Chevalier à la mode, Hauteroche dans Crispin médecin, Champmeslé dans Les Grisettes et Crispin chevalier, Lesage dans Crispin rival de son maître, Montfleury fils dans Crispin gentilhomme, La Thuillerie dans Crispin précepteur et Crispin bel esprit, etc.
Le rôle a été créé en 1654 par Belleroche, à l’Hôtel de Bourgogne, grâce au talent duquel ce personnage a reçu, au XVIIe siècle un relief tout nouveau sur la scène française. C’est lui qui imagina le costume, resté traditionnel, de Crispin.